# Мочалов, Вячеслав Иванович
Вячесла́в Иванович Мочало́в (март 1917, с. Починки, Нижегородская губерния, — 28 февраля 1971, Мурманск) — советский общественный деятель, партийный руководитель. Участник Великой Отечественной войны.

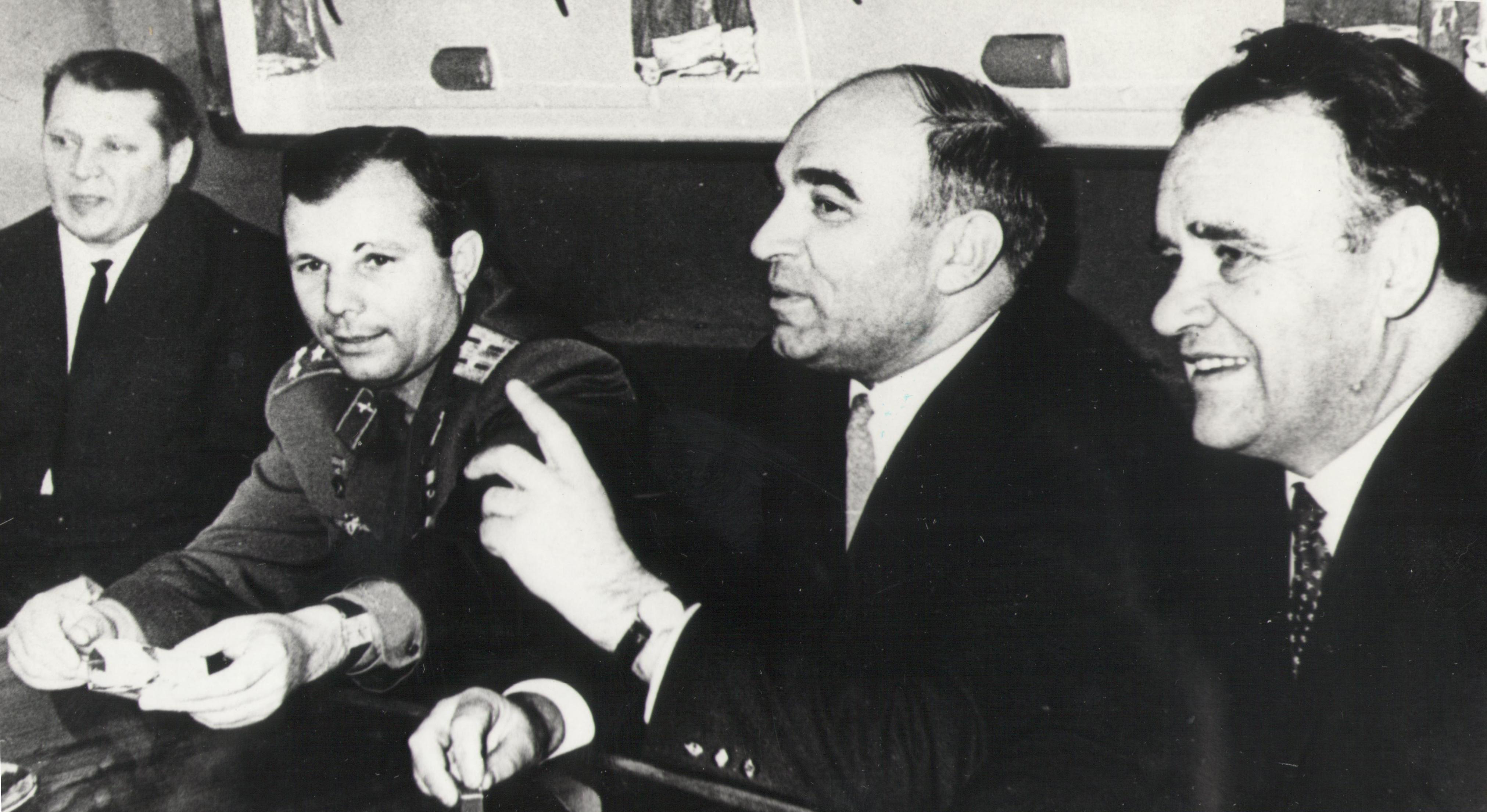
В. И. Мочалов (справа) на встрече с Ю. Гагариным. 1965 год.

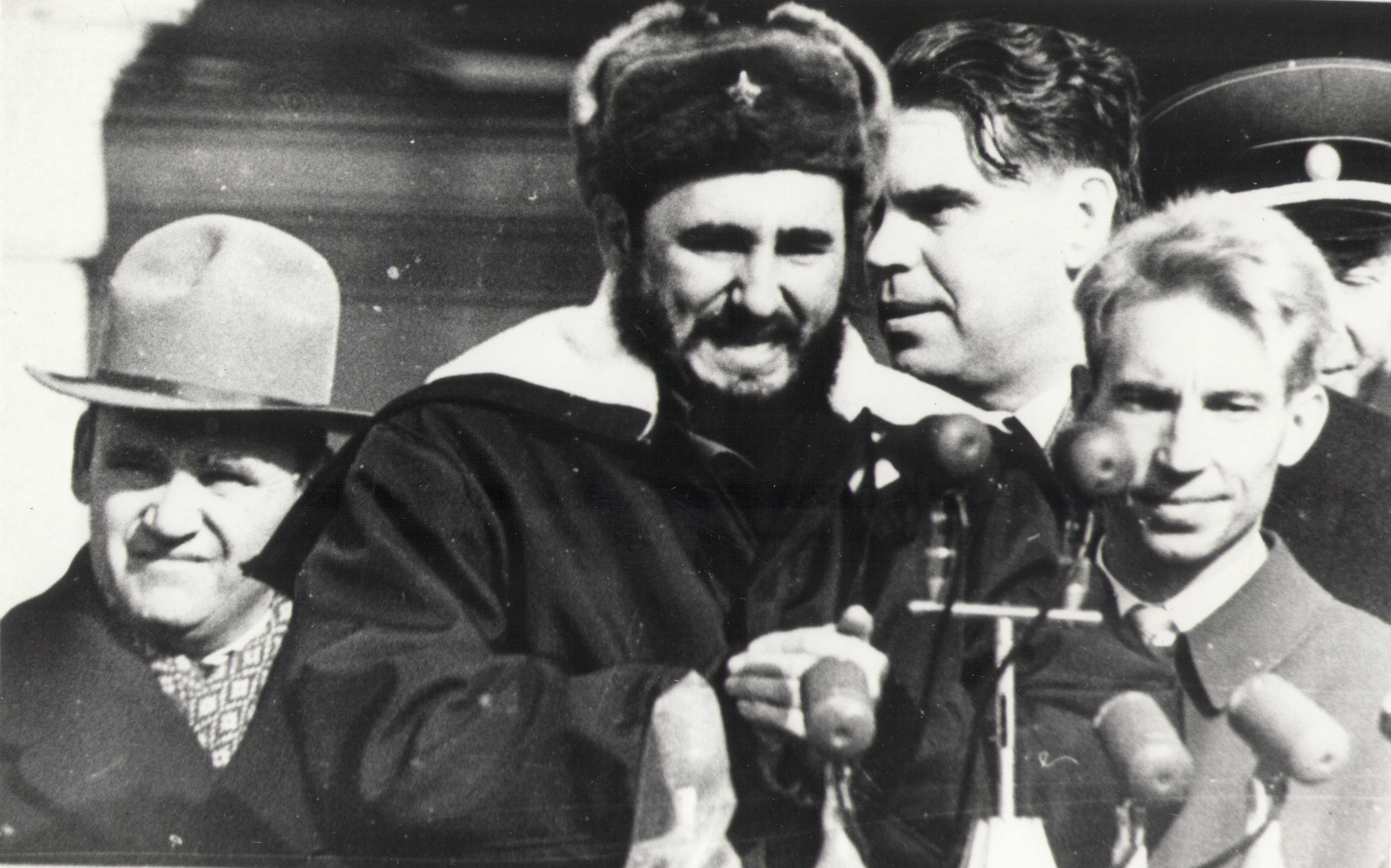
В. И. Мочалов на встрече с Фиделем Кастро. 1963 год.

## Биография
В 1934–1939 годах учился, закончил физико-математический факультет Пермского университета (физик-теоретик).
В 1939 году — преподаватель физики и математики, затем военнослужащий Красной армии.
Участник Великой Отечественной войны.
С 1946 года — секретарь партбюро Молотовского (Пермского) университета. Одна из заслуг того времени — участие в создании газеты «Пермский университет».
С 1948 года — секретарь районного, позже — городского (1950—1951) комитета КПСС г. Молотова, секретарь Сахалинского областного комитета КПСС, заведующий отделом пропаганды и агитации Иркутского областного комитета КПСС.
В 1959 году окончил Высшую партийную школу.
С 1962 до последних дней на Кольском полуострове: в 1962–1971 — секретарь Мурманского областного комитета КПСС. В тот же период одновременно — заведующий отделом пропаганды и агитации (1963–1965).
Умер и похоронен в Мурманске.

## Организационные заслуги В. И. Мочалова
В 1948 году, будучи секретарём партийной организации Молотовского (Пермского) университета, участвовал в создании газеты «Пермский университет».
Исследователи П. В. Фёдоров и А. Н. Синицкий называют В. И. Мочалова «просвещённым идеологом», «главным партийным идеологом Мурманской области 1960-х — начала 1970-х годов»; в этом качестве он курировал все связи местной власти с интеллигенцией. Работая в качестве заведующего отделом пропаганды и агитации Мурманского областного комитета КПСС (1963-1965), он провёл празднование важных в идеологическом отношении юбилеев: 1965 год — 30-летие победы; 1967 год — 50-летие Октябрьской революции; 1968 год — 50-летие комсомола; 1970 год — 100-летие В. И. Ленина.
В 1969 году при его участии, как секретаря Мурманского областного комитета КПСС, были изданы «Очерки истории Мурманской организации КПСС», написанные группой ученых-историков местных вузов. Под его руководством было осуществлено строительство Дома политпросвещения в Мурманске (позже — филармония) на улице Софьи Перовской.